# Matt Targett (voetballer)
Matthew Robert Targett (Eastleigh, 18 september 1995) is een Engels voetballer die doorgaans als linksback speelt. Hij verruilde Aston Villa in juli 2022 voor Newcastle United, dat hem het voorgaande halfjaar al huurde.

## Clubcarrière
Targett stroomde in 2014 door vanuit de jeugdopleiding van Southampton. Hij debuteerde hiervoor op 26 augustus 2014 in het eerste elftal, in de tweede ronde van de League Cup tegen Millwall. Hij speelde de hele wedstrijd. Southampton won met 0–2. Hij maakte op 27 september 2014 zijn debuut in de Premier League, thuis tegen Queens Park Rangers. Coach Ronald Koeman liet hem toen na 90 minuten invallen voor Dušan Tadić. Targett behoorde vijf seizoenen tot de selectie van Southampton, maar was nooit een heel jaar basisspeler. Zijn succesvolste seizoen in die tijd was dat van 2015/16. Hij mocht daarin veertien speelronden meedoen. Hij bracht de tweede seizoenshelft van 2017/18 op huurbasis door bij Fulham, op dat moment actief in de Championship.
Targett verruilde Southampton in juli 2019 voor Aston Villa. Hier wisselde hij in 2019/20 heel het seizoen tussen de bank en het veld, waarna hij in zijn tweede jaar uitgroeide tot basisspeler. Targett stond in 2020/21 alle 38 speelronden aan de aftrap. Hij speelde met Villa drie seizoenen in het rechterrijtje. Zijn teamgenoten en hij bereikten in 2019/20 de finale van de League Cup. Hierin verloren ze van titelverdediger Manchester City.
Targett begon in de eerste seizoenshelft van 2021/22 ook zeventien speelronden in de basis. Hij vertrok in januari 2022 vervolgens op huurbasis naar Newcastle United. Dit was een paar maanden nadat een consortium uit Saudi-Arabië de club had gekocht en die aanzienlijk meer financiële middelen gaf. Newcastle United gaf die winter tientallen miljoenen uit aan nieuwe spelers en begon zo aan een opmars van de middenmoot naar de hoogste regionen in de Premier League. Targett stond in de tweede helft van 2021/22 ook bij Newcastle nog zestien speelronden in de basis. Hij maakte daarna in juli 2022 een definitieve overstap.

## Interlandcarrière
Targett heeft zowel een Schots als een Engels paspoort. Hij speelde in 2013 één wedstrijd voor Schtoland –19, maar verkoos daarna toch de Engelse nationale jeugdselecties. Hij maakte deel uit van Engeland –21 op zowel het EK –21 van 2015 als het EK –21 van 2017, maar kwam op beide toernooien niet in actie.
1 Dúbravka ·
2 Trippier ·
4 Botman ·
5 Schär ·
6 Lascelles  ·
7 Joelinton ·
8 Tonali ·
9 Wilson ·
10 Gordon ·
11 Barnes ·
13 Targett ·
14 Isak ·
17 Krafth ·
18 Osula ·
19 Vlachodimos ·
20 Hall ·
21 Livramento ·
22 Pope ·
23 Murphy ·
24 Almirón ·
25 Kelly ·
26 Ruddy ·
28 Willock ·
29 Gillespie ·
33 Burn ·
36 Longstaff ·
37 Murphy ·
39 Guimarães ·
67 Miley ·
Coach: Howe
· Assistent-coach: Jones